# Cherin
Cherin was volgens de legende, zoals beschreven door Geoffrey van Monmouth, koning van Brittannië van 245 v.Chr. - 240 v.Chr. Hij was de zoon van koning Porrex II en werd achtereenvolgens opgevolgd door zijn zonen Fulgenius, Edadus en Andragius.